# Vela als Jocs Olímpics d'estiu de 1920 - 6 metres
La regata de vaixells de 6 metres va ser una de les proves de vela que es van disputar al camp de regates d'Oostende durant els Jocs Olímpics d'Anvers de 1920. Es van disputar dues modalitats, 1907 i 1919 rating, amb la participació de sis vaixells amb un total de divuit participants procedents de dues nacionalitats. La competició es va disputar entre el 7 i el 9 de juliol de 1920.

## Medallistes
| Classe                 | Or                                                                            | Plata                                                                      | Bronze                                                              |
| 6 metres (1907 rating) | Bèlgica · EdelweißEmile Cornellie · Florimond Cornellie · Frédéric Bruynseels | Noruega · MarmiEinar Torgensen · Andreas Knudsen · Leif Erichsen           | Noruega · StellaHenrik Agersborg · Trygve Pedersen · Einar Berntsen |
| 6 metres (1919 rating) | Noruega · JoAndreas Brecke · Paal Kaasen · Ingolf Rød                         | Bèlgica · Tan-Fe-PahLéon Huybrechts · Charles van den Bussche · John Klotz | No es concedí                                                       |

## Resultats finals

### 6 metres (1907 rating)
| Posició | Tripulació                                              | Iot              | Regata I | Regata I | Regata II | Regata II | Regata III | Regata III | Final | Desempat |
| Posició | Tripulació                                              | Iot              | Pos.     | Punts    | Pos.      | Punts     | Pos.       | Punts      | Punts |          |
| ------- | ------------------------------------------------------- | ---------------- | -------- | -------- | --------- | --------- | ---------- | ---------- | ----- | -------- |
| 1       | Emile Cornellie Frédéric Bruynseels Florimond Cornellie | Bèlgica Edelweiß | 2        | 2        | 1         | 1         | 2          | 2          | 5     |          |
| 2       | Einar Torgersen Leif Erichsen Andreas Knudsen           | Noruega Marmi    | 1        | 1        | 2         | 2         | 4          | 4          | 7     |          |
| 3       | Henrik Agersborg Einar Berntsen Trygve Pedersen         | Noruega Stella   | 4        | 4        | 4         | 4         | 1          | 1          | 9     | 1        |
| 4       | Louis Depiere Raymond Bauwens Willy Valcke              | Bèlgica Suzy     | 3        | 3        | 3         | 3         | 3          | 3          | 9     | 2        |

### 6 metres (1919 rating)
| Posició | Tripulació                                         | Iot                | Regata I | Regata I | Regata II | Regata II | Regata III | Regata III | Final |
| Posició | Tripulació                                         | Iot                | Pos.     | Punts    | Pos.      | Punts     | Pos.       | Punts      | Punts |
| ------- | -------------------------------------------------- | ------------------ | -------- | -------- | --------- | --------- | ---------- | ---------- | ----- |
| 1       | Andreas Brecke Paal Kaasen Ingolf Rød              | Noruega Jo         | NS       | 2        | 1         | 1         | 1          | 1          | 4     |
| 2       | Léon Huybrechts Charles van den Bussche John Klotz | Bèlgica Tan-Fe-Pah | 1        | 1        | 2         | 2         | 2          | 2          | 5     |

- NF - no finalitza / NS - no surt